# 28 cm K L/40 "Kurfürst"
Il 28 cm Kanone Länge 40 "Kurfürst", abbreviato in 28 cm K "Kurfürst", era un cannone ferroviario tedesco della prima guerra mondiale. La bocca da fuoco era in origine un cannone navale adattato all'impiego terrestre in seguito alla radiazione delle navi a partire dal 1915. Tutti e 6 i pezzi furono smantellati in conseguenza del trattato di Versailles.

## Storia
I cannoni 28 cm MRK L/40 costituivano l'armamento principale delle pre-dreadnought classe Brandeburg. Lo smantellamento della SMS Brandeburg e della SMS Wörth nel 1915 rese disponibili questi cannoni, che furono trasferiti dalla Kaiserliche Marine all'Esercito Imperiale. Sei pezzi furono installati su Eisenbahn und Bettungsschiessgerüst (E.u.B., piattaforma ferroviaria e di tiro), impiegata con successo da altri cannoni ferroviari tedeschi; differiva da questi ultimi per la presenza di una grossa culla rettangolare.
I sei "Kurfürst" entrarono in servizio sul fronte occidentale all'inizio del 1918, partecipando all'offensiva di primavera ed alle seguenti operazioni difensive. Erano assegnati alle 393., 434., 722. Batterie ed alla 1., 2. e 3. Batterie del Bayerische Fußartillerie-Batallion 29. (29º gruppo artiglieria a piedi bavarese), ognuna con un cannone.
Tutti e sei i cannoni furono smantellati nel 1921-1922 dalla Commissione militare interalleata di controllo.

## Tecnica
La E.u.B. poteva sparare da qualsiasi adeguato tratto di ferrovia, sulla quale venivano imbullonati dei cunei ricurvi per l'assorbimento delle energie residue non assorbite dal freno di sparo idraulico della culla, oppure poteva essere messa in batteria su una piattaforma di tiro. La struttura a trave, che sosteneva l'affusto, poggiava su due carrelli ferroviari a 5 assi; inoltre per l'installazione su piattaforma di tiro, sotto alla parte anteriore della trave era installato una piastra circolare, mentre due grossi rulli erano posizionati ai lati della parte posteriore. La piazzola di tiro (Bettungslafette) metallica era dotata di perno centrale ed una guida esterna. Trasportata da sette carri ferroviari, veniva assemblata in 3-5 giorni con l'aiuto di una gru, comprese le rotaie ferroviarie disposte leggermente oltre la piattaforma per ospitare il carrello anteriore del pezzo. Il pezzo veniva poi spostato sulla piattaforma ed abbassato su di essa, previa rimozione del tratto centrale di rotaia; dopo aver imbullonato la piastra circolare con il perno rotante della piattaforma, venivano rimossi i carrelli ferroviari e le sezioni di rotaia rimaste, poggiando anche la parte posteriore della struttura a trave sulla piattaforma tramite i due rulli, che scorrevano sulla guida esterna consentendo il brandeggio. L'affusto della E.u.B. inoltre poteva brandeggiare sulla struttura a trave di 4° per gli aggiustamenti del tiro. Furono realizzate anche piazzole di tiro in cemento armato, con 360° di brandeggio.

## Munizionamento
Le munizioni venivano movimentate sulla E.u.B. tramite una cucchiaia munita di maniglioni laterali, di ruote e di un occhiello, in modo la munizione poteva essere trasportata a mano o essere spinta fino al carro ed infine sollevata tramite un paranco, scorrevole su una rotaia aerea estensibile che univa il pianale del carro munizioni alla culatta del cannone. La cucchiaia veniva poi agganciata alla culatta per permettere la calcata manuale del proietto e della carica di lancio. Per eseguire il caricamento il cannone doveva essere portato ogni volta ad alzo 0°. La munizione era del tipo navale tedesco, con carica di lancio separata dal proietto, costituita da una carica principale in bossolo di ottone ed una aggiuntiva in sacchetto di seta.
| Nome granata                                   | Tipo                                                                       | Peso   | Carica esplosiva | Velocità alla volata | Gittata  |
| ---------------------------------------------- | -------------------------------------------------------------------------- | ------ | ---------------- | -------------------- | -------- |
| Sprenggranate L/2.9 m. Bdz.                    | Granata ad alto esplosivo, spoletta posteriore                             | 240 kg | 15,9 kg          | 715 m/s              | 18.100 m |
| Sprenggranate L/4.4 m. Bdz. u. Kz. (mit Haube) | Granata HE, doppia spoletta anteriore e posteriore con cappuccio balistico | 284 kg | 24 kg            | 790 m/s              | 25.900 m |